# L'Attaque du Fort Douglas
Pour plus de détails, voir Fiche technique et Distribution.
L'Attaque du Fort Douglas (titre original : Mohawk) est un film américain réalisé par Kurt Neumann, sorti en 1956.

## Synopsis
Jonathan Adams, peintre qui vit dans le fort Alden, sous le commandement du capitaine Langley, a deux occupations principales. Son métier d'artiste, avec lequel il gagne sa vie en peignant des paysages de la Nouvelle-Angleterre. Et les femmes. D'ailleurs, il flirte outrageusement avec Greta, qui lui sert également de modèle, serveuse au cabaret et fille du maréchal-ferrant. Cette vie paisible est troublée par l'arrivée inopinée de sa fiancée officielle, Cynthia, venue de Boston lui rendre visite. Cependant, son infidélité va vite être éclipsée par les tensions entre indiens de la région et américains. Parmi eux, l'ambitieux John Butler espère déclencher une guerre qui lui laissera le champ libre pour accaparer toutes les richesses de la région. Il tente de monter les uns contre les autres et parvient à convaincre le fils du chef indien. Celui-ci tente de voler des armes dans le fort, mais Adams l'en empêche et fait la connaissance d'Onida, la sœur du jeune indien. Tombé sous le charme, il rejoint la tribu et s'y sent si bien qu'il ne donne plus signe de vie. Au fort, l'inquiétude est exacerbée par Butler qui prétend que le peintre est mort et qu'il faut aller le venger. N'étant pas écouté par le capitaine Langley, Butler décide de précipiter les choses et tue le fils du chef indien...

## Fiche technique
- Titre : L'Attaque du Fort Douglas
- Titre original : Mohawk
- Réalisation : Kurt Neumann
- Scénario : Maurice Geraghty et Milton Krims
- Production : Charles B.Fitzimons
- Société de production : Edward L. Alperson Productions
- Superviseur musical : Raoul Kraushaar
- Photographie : Karl Struss
- Costumes : Norma Koch
- Directeur artistique : Ernst Fegté
- Distribution : Twentieth Century Productions
- Langue : Anglais
- Pays de production : États-Unis
- Format : Couleur (Pathécolor) - Son : Mono (RCA Sound Recording)
- Genre : Western
- Affiche française : Claire Finel[1]
- Durée : 80 minutes
- Date de sortie : 
  - France : 22 février 1957
  - États-Unis : 1er avril 1956
- Affiche : Claire Finel (France)

## Distribution
- Scott Brady (VF : René Arrieu) : Jonathan Adams
- Allison Hayes (VF : Raymonde Devarennes) : Greta Jones
- Lori Nelson (VF : Rolande Forest) : Cynthia Stanhope
- Rita Gam (VF : Jacqueline Carrel) : Onida
- Neville Brand (VF : Claude Bertrand) : Rokhawah
- John Hoyt (VF : Maurice Pierrat) : Butler
- Rhys Williams (VF : Paul Bonifas) : Clem Jones
- Mae Clarke (VF : Mona Dol) : Minikah
- Ted de Corsia (VF : Serge Nadaud) : Chef indien Kowanen
- John Hudson (VF : Pierre Gay) : capitaine Langley
- Barbara Jo Allen : Tante Agatha
- Vera Vague (VF : Lita Recio) : Agatha (Agathe en VF) Stanhope
- Clegg Hoyt (VF : Jean Clarieux) : le conducteur du chariot
- James Lilburn (VF : Serge Lhorca) : le sergent du fort
- Michael Granger (VF : Fernand Rauzena) : le sorcier mohawk
- Tommy Cook : Keoga